# Maculonaclia nigrita
Maculonaclia nigrita là một loài bướm đêm thuộc phân họ Arctiinae, họ Erebidae.